# Helpless Rain
《Helpless Rain》，日本女歌手中島美嘉的第4張單曲。2002年5月15日發行。

## 概述
- 與前作相隔約2個月的新作。
- 標題曲為無名時代的福岡恩師shinya所創作的R&B中板抒情。
- 「Helpless Rain（But I'm fallin' too deep）」為與Heartsdales及m-flo的VERBAL合唱的版本。
- 初回盤特典為特殊彩色印刷CD。

## 收錄曲
1. Helpless Rain
  - 作詞：Ochi Masato／作曲：shinya／編曲：今井大介
  - La Parler廣告歌
2. Helpless Rain（But I'm fallin' too deep）
  - 作詞：Ochi Masato、Heartsdales、VERBAL／作曲：shinya、VERBAL、今井大介／編曲：今井大介
3. Destiny's Lotus（Version）
  - 作詞：中島美嘉／作曲：Gajin／編曲：Towa＄Tei
4. Helpless Rain（Instrumental）